# آدم داريوس
آدم داريوس (بالإنجليزية: Adam Darius)‏ (مواليد 10 مايو 1930 - 3 ديسمبر 2017) هو فنان إيماء وراقص أميركي، كاتب، ومصمم رقص. ظهر مؤدياً على مسارح أكثر من 80 بلداً في قارات العالم الست. نشر 13 كتاباً، وألَّف 21 مسرحية. وصفه برنامج إذاعي لراديو BBC بأنه «أحد المواهب الاستثنائية في القرن العشرين.»

## سيرة حياته
ولد آدم داريوس في مانهاتن في مدينة نيو يورك، من أسرة ذات أصول تركية وروسية. تلقن فن الباليه والرقص الحديث من كثيرين، بينهم أناتول أوبوخوف، جورج غونشاروف، أولغا بريوبراجنسكا وخوسيه ليمون. أما فن التمثيل، فدرسه على يدي رَيكن بن-آري من مسرح هابيما" في موسكو، وحائزة الأوسكار الممثلة شيلي وينترز، وأستاذ التمثيل الشهير هربرت بيرغهوف.
شارك كراقص مع دزينة من فرق الباليه، بما فيها الباليه البريطاني الدولي، فرقة باليه وينيبغ الملكية الكندية، باليه ريو دو جانيرو البرازيلي، والباليه الإسكندنافي في الدانمارك. صمم لوحات باليه لراقصتي الباليه الأميركيتين الشهيرتين سينثيا غريغوري وميليسا هايدن، وصمم لنجم الأوبرا بلاسيدو دومينيغو رقصات أربع أوبرات.
تراوحت أدوار آدم داريوس الجامعة للمأساة والملهاة بين فيلم Stigmata الآيرلندي، إلى دور «باك» في الافتتاح السويدي لأوبرا بنجامين بريتن المستلهمة من مسرحية شكسبير حلم ليلة صيف. كما تعاون آدم داريوس مع أبرز المخرجين السينمائيين السويديين انغمار برغمان، والمؤدي الفرنسي العظيم جان-لوي بارو، والمغني/المؤلف البلجيكي الشهير جاك بريل.
تُذكر من بين أشهر باليهات آدم داريوس الطويلة باليه مارلين مونرو حول حياة النجمة السينمائية الشهيرة، وقد عرضت في حي المسارح اللندني الوست-إند خمسة أسابيع. كما اشتهر بتصميمه باليه آن فرانك، التي أدى فيها هو نفسه دور والدها، أوتو فرانك.

### الإيماء التعبيري
تدريجياً، ومع مرور الزمن، بدأ آدم داريوس يبدع مزيجه الخاص والفريد بين الباليه والإيماء، ووصف أسلوبه هذا باسم «الإيماء التعبيري». جاب آدم داريوس كمؤدٍ إيمائي فردي في عديد من أصقاع العالم النائية، ومنها أفغانستان، تايوان، أندونسيا، سوازيلاند، غينيا الجديدة وأستراليا. وكانت جولته إلى الاتحاد السوفييتي عام 1971 لا تضاهى تاريخياً إلا بجولة إيزادورا دانكان، حيث دعي لتحية الجمهور 27 مرة في نهاية عرضه في لينينغراد.
آمن آدم داريوس بقوة الفن على بناء جسر بين الثقافات المتباينة، فظهر مؤدياً على مسارح العالم العربي، من دمشق (التي زارها 3 مرات مختلفة خلال ربع قرن،) إلى القاهرة، إلى الإسكندرية، إلى عمَّان، إلى تونس، وصولاً إلى الدار البيضاء. كذلك، ظهر مؤدياً في مدن أخرى من الشرق الأوسط، مثل إسطنبول، طهران، أصفهان وشيراز.
حقق آدم داريوس رؤيته حول «المسرح الجسدي» عملياً عبر عروض لندنية، مثل «برج بابل»، «رامبو وفرلين»، بالتعاون مع كازيمير كوليسنك. وتعاونا معاً في تصميم عرض يوكيو ميشيما، الذي كان أول عرض يقدم في «سجن هولواي للنساء» في لندن، ثم أعيد إنتاجه في فنلنده، وسلوفينيا والبرتغال. كما تعاون داريوس وكوليسنك في «أفعى في العشب»، الذي أنتج أولاً في عمَّان، ونال جائزة ملكة الأردن السابقة نور الحسين.
أدار آدم داريوس (1989 - 1998)، بالتعاون مع كازيمير كوليسنك، مهرجان جزر شِتلاند للأطفال. هناك، في أقصى شمال بريطانيا، قدما على "مسرح غاريسون" عروضاً مثل "البحث عن شيرلي تمبل"، "سانتا كالوز يذهب إلى لاس فيغاس"، و"ملك الروك-أند-رول، وما زال آدم داريوس وكازيمير كوليسنك يتابعان جولاتهما العالمية بعرض "موت فزاعة عصافير".

### التعليم
قام آدم داريوس بالتعليم، بشكل مرادفٍ للأداء، وذلك منذ مطلع حياته الفنية. في عام 1978، أسس آدم داريوس وماريتا كراولي «مركز الإيماء» في لندن، الذي درس فيه طلاب من مختلف أرجاء العالم تقنية آدم داريوس في «الإيماء التعبيري»، الذي ألَّف عنه كتابه «منهج آدم داريوس». يلخِّص آدم داريوس رؤيته حول هدف منهجه بأنه «يسعى إلى تزويد المؤدين بأقصى سيطرة على الجسد، وأقصى حرية للخيال.» لهذا، فإنه لا يعتبر منهجاً للتدريب على الإيماء وحده، بل على التدريب للتمثيل والرقص أيضاً، من أجل بلوغ فن الأداء الشامل. ولا يتوانى داريوس عن تشجيع طلابه على استخدام الصوت والإلقاء في التدريب، إضافة إلى تمارينه العديدة المنمية للقدرة على الارتجال الحركي، والتفاعل مع المؤدين الآخرين، والتحكم بالإيقاع، وبلاغة لغة الجسد، وقوة التعبير النابعة من الإحساس النفساني الداخلي.
في بريطانيا، علَّم آدم داريوس نجمة الروك كيت بوش، النجمة الهوليوودية الشهيرة كيت بكنسديل، الممثلين البريطانيين البارزين وارن ميتشل وكلارك بيترز، المؤلف/الناقد والمخرج المسرحي السوري المكرَّم عربياً رياض عصمت، كما قام بتدريب النجمة السينمائية المعروفة جنيفر بيلز في فيلم «العروس» The Bride. أما في مجال الرقص، فقام بتدريب فرانك أندرسون (المدير السابق لفرقة باليه الدانمارك الملكية،) دينا بيورن (المديرة السابقة للباليه الوطني الفنلندي،) فرناندو جهونز من فرقة باليه كوبا الوطني، كارولينا أوغيرو وداريو فرانكوني من فرقة باليه هامبورغ.
في عام 1994، انتقلت مدرسة «مركز الإيماء» من لندن إلى هلسنكي في فنلنده. وما زال آدم داريوس يتقبل عروضاً للتدريب خلال قيامه بجولات أدائه العالمية، ويعطي دروساً مكثفة في منهجه التعبيري، بحيث انتقل في الولايات المتحدة من نيو يورك، إلىً فلوريدا وكاليفورنيا. أما عالمياً، فقام بورشات تدريس عملية في اليابان وماليزيا وسورية والأردن ودول أخرى عديدة.

## تكريم وجوائز
- 1978: الميدالية الفضية من مهرجان المونودراما (يوغسلافيا).
- 1976: عضوية الشرف في مجتمع شمال سومطرة (أندونيسيا).
- 1978: جائزة إيمي التلفزيونية الأميركية (الولايات المتحدة).
- 1984: جائزة ليونيد ماسيني الأولى لفن الرقص (إيطاليا).
- 1987: مفتاح لاس فيغاس (الولايات المتحدة).
- 1998: جائزة شِتلاند للرقص والإيماء (المملكة المتحدة).
- 2001: جائزة مؤسسة نور الحسين (الأردن).
- 2002: كأس مهرجان بيروت للضحك (لبنان).
- 2003: جائزة مؤسسة نور الحسين (الأردن).
- 2009: تقدير من لوي مانويل غوتيريز (فنزويلا).

## وصلات خارجية
- آدم داريوس على موقع IMDb (الإنجليزية)
- Dansmuseet, Stockholm, Sweden